# Крајтон (Мисури)
Крајтон (енгл. Creighton) град је у америчкој савезној држави Мисури.

## Демографија
По попису из 2010. године број становника је 349, што је 27 (8,4%) становника више него 2000. године.
| Група             | 2000.       | 2010.       |
| Белци             | 317 (98,4%) | 327 (93,7%) |
| Афроамериканци    | 0 (0,0%)    | 7 (2,0%)    |
| Азијати           | 0 (0,0%)    | 0 (0,0%)    |
| Хиспаноамериканци | 2 (0,6%)    | 7 (2,0%)    |
| Укупно            | 322         | 349         |